# Municipio de Ixtlán de Juárez
El municipio de Ixtlán de Juárez es uno de los 570 municipios en que se encuentra dividido el estado mexicano de Oaxaca. Se localiza aproximadamente a 65 km al norte de la capital del estado, en la autopista 175. La cabecera es Ixtlán de Juárez. Otras localidades importantes incluyen San Juan Yagila, Santa Cruz Yagavila, Santa María Yahuiche, Santa María Zoogochi, Santiago Teotlasco, Santo Domingo Cacalotepec, San Gaspar Yagalaxi, San Miguel Tiltepec, Santa María Josaa, La Luz, La Josefina y La Palma.

## Geografía
Ixtlán de Juárez se encuentra situado en la parte norte del estado de Oaxaca, tiene una extensión territorial total de 564.116 kilómetros cuadrados que representan el 0.6% del territorio estatal. Coordenadas geográficas extremas son 17°17′ - 17°40′ de latitud norte y 96°7′ - 96°32′ de longitud oeste, y su altitud va de los 0 a los 3 200 metros sobre el nivel del mar.
Sus límites son al sur con el municipio de Santa Catarina Ixtepeji, el municipio de San Juan Chicomezúchil, el municipio de Guelatao de Juárez y el municipio de San Miguel Amatlán; al oeste limita con el municipio de Santa María Jaltianguis, el municipio de San Juan Atepec y el municipio de San Pablo Macuiltianguis; al norte sus límites corresponden al municipio de Santiago Comaltepec y el municipio de Ayotzintepec; al este limita con el municipio de Santiago Camotlán, el municipio de San Juan Yaeé y el municipio de Tanetze de Zaragoza y finalmente al sureste con el municipio de San Miguel Yotao y el municipio de Capulálpam de Méndez. Al centro-sur del municipio se encuentra enclavado el territorio del municipio de San Pedro Yaneri.

### Hidrografía y relieve
En el municipio destacan montañas como Raa-nita (3200 m s. n. m.) y La Guetzi.

### Clima
Su clima varía entre templado y frío. La temporada mayor precipitación es el verano y la de mayor heladas es el invierno.

### Flora y fauna
Entre las diferentes especies existentes destacan: Hoja grande, palo de águila, palo blando, aguacatillo, pinabete, ayacahuite y pino negro trementinudo.
La fauna incluye varias especies de aves y mamíferos como cacomixtle, coyote, puerco espín, zorrillo, armadillo, tlacuache y ocelote. Esta zona accidentada ha permitido el desarrollo de deportes extremos como bicicleta de montaña y tirolesa sobre todo en Cerro de Cuachirindoo, La Cascada, Grutas del Arte y Cerro de los Pozuelos.
El municipio es parte de la Sierra Norte en el distrito de Ixtlán de Juárez entre montañas como Raa-nita (3,200masl) y La Guetzi. Su clima varía entre templado y frío, en la temporada de lluvia en el verano y heladas en el invierno. Árboles de la zona incluyen hoja grande, palo de águila, palo blando, aguacatillo, pinabete, ayacahuite y pino negro trementinudo. La Fauna incluye varias especies de aves y mamíferos como cacomixtle, coyote, puerco espín, zorrillo, armadillo, tlacuache y ocelote. Esta zona accidentada ha permitido el desarrollo de deportes extremos como bicicleta de montaña y tirolesa sobre todo en Cerro de Cuachirindoo, La Cascada, Grutas del Arte y Cerro de los Pozuelos.
Aproximadamente la mitad de la población (4,282) habla una lengua indígena. Tiene un grado de marginalización de medio con 33.3% de la población que vive en pobreza extrema.

## Demografía
La población total del municipio de Ixtlán de Juárez es de 8,385 habitantes, de los que 4,036 son hombres y 4,349 son mujeres.La densidad de población asciende a un total de 13.6 personas por kilómetro cuadrado.

### Localidades
El municipio se encuentra formado por 18 localidades. Las que tienen más de cien habitantes pueden verse a continuación.
| Localidad                 | Población |
| ------------------------- | --------- |
| Ixtlán de Juárez          | 3350      |
| La Josefina               | 683       |
| Santiago Teotlasco        | 671       |
| Santa Cruz Yagavila       | 609       |
| Santa María Zoogochi      | 593       |
| Santo Domingo Cacalotepec | 466       |
| San Miguel Tiltepec       | 369       |
| La Luz                    | 356       |
| San Juan Yagila           | 323       |
| San Gaspar Yagalaxi       | 323       |
| La Palma                  | 226       |
| Santa María Josaa         | 182       |
| Santa María Yahuiche      | 146       |
| Total Municipio           | 8385      |

## Política
El gobierno del municipio de Ixtlán de Juárez es electo mediante el principio de usos y costumbres. El gobierno le corresponde al ayuntamiento, conformado por el presidente municipal, un síndico procurador municipal y el cabildo integrado por seis regidores. Todos son electos mediante los usos y costumbres para un periodo de tres años que pueden ser renovables para un periodo adicional inmediato.

### Representación legislativa
Para la elección de diputados locales al Congreso de Oaxaca y de diputados federales a la Cámara de Diputados federal, el municipio de Ixtlán de Juárez se encuentra integrado en los siguientes distritos electorales:
Local:
- Distrito electoral local de 9 de Oaxaca con cabecera en Ixtlán de Juárez.[6]

Federal:
- Distrito electoral federal 4 de Oaxaca con cabecera en Tlacolula de Matamoros.[7]